# Cyanophora
Genre
Cyanophora est un genre d'algues de la famille des Glaucocystaceae, de l'embranchement des Glaucophyta. 

## Liste des espèces
Selon AlgaeBase (12 mars 2017), World Register of Marine Species (12 mars 2017) et NCBI (12 mars 2017) :
- Cyanophora biloba P.Kugrens, B.L.Clay, C.J.Meyer & R.E.Lee, 1999
- Cyanophora cuspidata T.Takahashi & Nozaki, 2014
- Cyanophora kugrensii T.Takahashi & Nozaki, 2014
- Cyanophora paradoxa Korshikov, 1924 (espèce type)
- Cyanophora sudae T.Takahashi & Nozaki, 2014
- Cyanophora tetracyanea Korshikov, 1941